# (3254) Bus
(3254) Bus ist ein Asteroid des Hauptgürtels, der am 17. Oktober 1982 vom US-amerikanischen Astronomen Edward L. G. Bowell an der Anderson Mesa Station (IAU-Code 688) des Lowell-Observatoriums in Coconino County entdeckt wurde.
Der Asteroid wurde nach dem US-amerikanischen Astronomen Schelte John Bus (* 1956) benannt, der einer der Hauptverantwortlichen für die Planung und Durchführung des 1982 gestarteten UCAS-Programms war.